# Statistics Canada

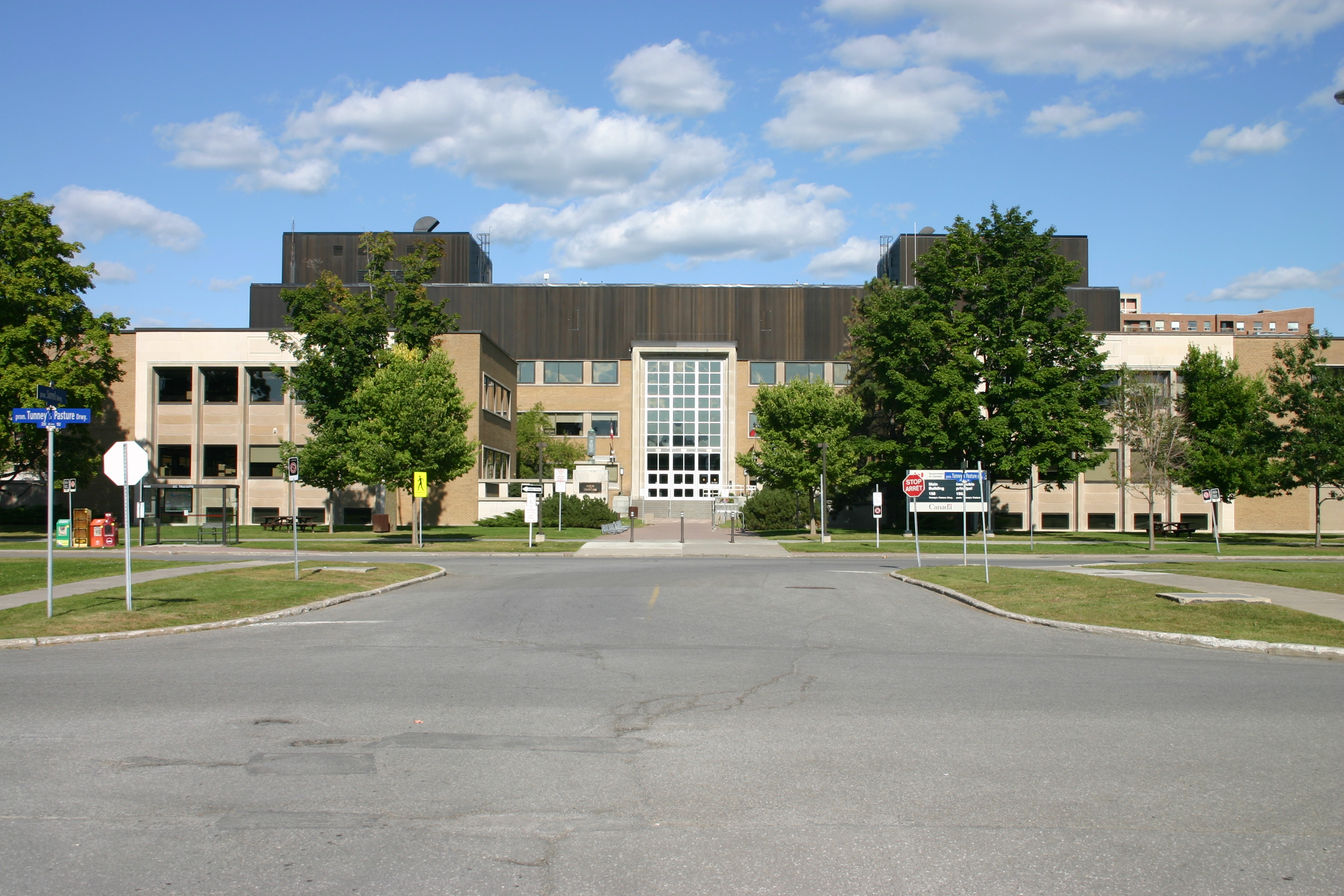
Das Hauptgebäude der Behörde in Ottawa

Statistics Canada (englische Bezeichnung), wegen der kanadischen Zweisprachigkeit auch gleichberechtigt Statistique Canada (französische Bezeichnung), ist eine kanadische Bundesbehörde, die Statistiken über die kanadische Bevölkerung, Bodenschätze, Wirtschaft, Gesellschaft und Kultur herausgibt. Sie wird StatCan genannt, was auch die offizielle Abkürzung ist. Von der Zeitschrift The Economist oder dem Public Policy Forum wird die Behörde regelmäßig als die weltweit bestorganisierte bewertet.

## Aufgaben
Die Behörde gibt neben den Statistiken für Gesamtkanada auch Statistiken für die einzelnen Provinzen und Territorien heraus. Insgesamt beläuft sich ihre Anzahl auf 350. Daneben organisiert die Behörde alle fünf Jahre (im ersten und sechsten Jahr eines Jahrzehnts) einen landesweiten Zensus. Die Daten des Zensus sind dann auch im Internet einsehbar.

## Geschichte
Die Behörde entstand 1971 aus dem von George Eulas Foster gegründeten Dominion Bureau of Statistics von 1918. Die ersten statistischen Böhörden Kanadas datieren 1841.

## Führung
Der Chef der Behörde ist der Chief Statistician of Canada. Seit 2011 ist dies Wayne Smith.

## Veröffentlichungen
Die Behörde gibt zahlreiche Veröffentlichungen über die Bevölkerung, die Wirtschaft, die Gesundheit, den Einfluss der Wirtschaft auf die Immigration, über die Einkommensverhältnisse sowie über die Gesellschaft usw. heraus. Zusätzlich wird eine Statistikzeitung, die Survey Methodology, herausgegeben.

## Zensuseinheiten
Die Behörde definiert für statistische Zwecke im Wesentlichen verschiedene geografische Einheiten, für die dann die entsprechenden Daten bereitgestellt werden:
- Census Division: umfasst verschiedene Verwaltungseinheiten einer Provinz[4]
  - Census Subdivision: weitere Unterteilung d. h.:
    - City, Hamlet, Indian reserve, Indian Settlement, Region und Town (landesweit) sowie in den einzelnen Gebieten
- Census Agglomeration: Metropolregionen mit einer Kernstadt, die mehr als 10.000, aber weniger als 100.000 Einwohner hat
- Census Metropolitan Area: Metropolregionen mit einer Kernstadt, die mehr als 100.000 Einwohner hat

| Provinz Territorium       | Region           | Census Division(s)                                                           | Census Subdivision(s) |
| ------------------------- | ---------------- | ---------------------------------------------------------------------------- | --- |
| Alberta                   | Prairies         | 19 Census Divisions                                                          | County Municipality Improvement District Regional Municipality Special Area Subdivision of County Municipality Summer Village |
| British Columbia          | British Columbia | 29 Census Divisions (welche den 29 Regionaldistrikten in BC entsprechen)     | District Municipality Indian Government District Nisga’a Village                                                              |
| Manitoba                  | Prairies         | 23 Census Divisions                                                          | Local Government District Rural Municipality                                                                                  |
| New Brunswick             | Atlantic         | 15 Census Divisions (welche den 15 Countys in New Brunswick entsprechen)     | Parish |
| Newfoundland and Labrador | Atlantic         | 11 Census Divisions                                                          | Subdivision of unorganized rural territories                                                                                  |
| Nordwest-Territorien      | Territories      | 6 Census Divisions                                                           | Chartered community Settlement                                                                                                |
| Nova Scotia               | Atlantic         | 18 Census Divisions (welche den 18 Countys in Nova Scotia entsprechen)       | Regional Municipality |
| Nunavut                   | Territories      | 3 Census Divisions (welche den 3 Verwaltungsregionen in Nunavut entsprechen) | Settlement |
| Ontario                   | Ontario          | 60 Census Divisions                                                          | City, Town, Township, Municipality                                                                                            |
| Prince Edward Island      | Atlantic         | 3 Census Divisions                                                           | Community Township and Royalty                                                                                                |
| Québec                    | Québec           | 60 Census Divisions                                                          | Canton Cree Village Inuit Land Municipality Parish Municipality Reserve Land United Canton Village nordique Ville             |
| Saskatchewan              | Prairies         | 18 Census Divisions                                                          | Northern Hamlet Northern Village Resort Village Rural Municipality                                                            |
| Yukon-Territorium         | Territories      | 1 Census Division                                                            | Settlement |

- Urban Area
- Designated Place